# Markus Büchel (vescovo)
Markus Büchel (Rüthi, 9 agosto 1949) è un vescovo cattolico svizzero.

## Biografia
Markus Büchel è nato il 9 agosto 1949 a Rüthi, nel Canton San Gallo, in una famiglia proprietaria di una fattoria con cinque figli.
Ha studiato presso il liceo Marienburg dei verbiti a Rheineck e in seguito ha frequentato la scuola dell'abbazia di Einsiedeln. Successivamente ha studiato filosofia e teologia presso l'Università di Friburgo.

### Ministero sacerdotale
È stato ordinato presbitero il 3 aprile 1976 dal vescovo Joseph Hasler, incardinandosi nella diocesi di San Gallo.
Dopo l'ordinazione sacerdotale è stato viceparroco a Neudorf, un quartiere del distretto est di San Gallo fino al 1982. È stato poi nominato vicario della cattedrale di San Gallo, incarico mantenuto fino al 1988 quando è stato nominato parroco di Flawil e dal 1992 anche decano del decanato di Gossau. Nel 1995 è stato nominato vicario episcopale e responsabile dell'ufficio della pastorale della diocesi di San Gallo. Sempre nel 1995 è diventato anche canonico residenziale del capitolo della cattedrale e successivamente anche decano dal 1999.

### Ministero episcopale
Il 4 luglio 2006 è stato selezionato come possibile vescovo di San Gallo. Papa Benedetto XVI ha confermato la scelta nominandolo ufficialmente il 6 luglio successivo.
Ha ricevuto l'ordinazione episcopale il 17 settembre successivo per imposizione delle mani del vescovo Ivo Fürer.
Durante il suo ministero è stato presidente della Conferenza episcopale svizzera dal 5 settembre 2012 al 1º gennaio 2016 e successivamente vicepresidente dal 1º gennaio 2019 al 1º gennaio 2025.
Nel corso degli anni ha avuto una condotta definibile come liberale, caratterizzata da una guida pastorale di apertura e accoglienza nonché da un approccio progressista alle questioni sociali. Ha infatti riorganizzato le parrocchie della diocesi in unità pastorali per rispondere alla crescente mobilità delle persone, mettendo in comune le risorse umane e impiegandole in modo più strategico.
Tra le sue iniziative c'è stata anche la volontà di integrare maggiormente i laici nella gestione della Chiesa e si è espresso favorevolmente all'estensione del sacramento dell'ordine agli uomini sposati.
Ha anche dichiarato di essere favorevole all'ordinazione delle donne per sopperire alla mancanza delle nuove vocazioni.
Nel 2015 inoltre ha suscitato un certo scalpore intervenendo sul tema dell'omosessualità e dell'approccio al tema della Chiesa: ha affermato infatti che la sessualità è un dono di Dio e come tale la Chiesa ha il dovere di rispettarne la natura.
Ha retto la diocesi per 19 anni, ritirandosi per raggiunti limiti d'età il 22 maggio 2025.

## Genealogia episcopale e successione apostolica
La genealogia episcopale è:
- Cardinale Scipione Rebiba
- Cardinale Giulio Antonio Santori
- Cardinale Girolamo Bernerio, O.P.
- Vescovo Claudio Rangoni
- Arcivescovo Wawrzyniec Gembicki
- Arcivescovo Jan Wężyk
- Vescovo Piotr Gembicki
- Vescovo Jan Gembicki
- Vescovo Bonawentura Madaliński
- Vescovo Jan Małachowski
- Arcivescovo Stanisław Szembek
- Vescovo Felicjan Konstanty Szaniawski
- Vescovo Andrzej Stanisław Załuski
- Arcivescovo Adam Ignacy Komorowski
- Arcivescovo Władysław Aleksander Łubieński
- Vescovo Andrzej Stanisław Młodziejowski
- Arcivescovo Kasper Kazimierz Cieciszowski
- Vescovo Franciszek Borgiasz Mackiewicz
- Vescovo Michał Piwnicki
- Arcivescovo Ignacy Ludwik Pawłowski
- Arcivescovo Kazimierz Roch Dmochowski
- Arcivescovo Wacław Żyliński
- Vescovo Aleksander Kazimierz Bereśniewicz
- Arcivescovo Szymon Marcin Kozłowski
- Vescovo Mečislovas Leonardas Paliulionis
- Arcivescovo Bolesław Hieronim Kłopotowski
- Arcivescovo Jerzy Józef Elizeusz Szembek
- Vescovo Stanisław Kazimierz Zdzitowiecki
- Cardinale Aleksander Kakowski
- Papa Pio XI
- Cardinale Alfredo Ildefonso Schuster, O.S.B.
- Cardinale Gustavo Testa
- Vescovo Joseph Hasler
- Vescovo Otmar Mäder
- Vescovo Ivo Fürer
- Vescovo Markus Büchel

La successione apostolica è:
- Vescovo Beat Grögli (2025)